# The Daily Talk
«The Daily Talk» — англомовне видання, яке щодня публікується на дошці на бульварі Тубмана в центрі ліберійської столиці Монровії. За словами «New York Times», це «найпопулярніша газета» в Монровії, оскільки багатьом монровійцям бракує грошей або електроенергії, необхідних для доступу до традиційних засобів масової інформації.
Режисер Девід Лале заявив, що «в той час, як світові ЗМІ занадто часто визначають Ліберію з точки зору трагедії нещодавньої громадянської війни, з точки зору вулиці „The Daily Talk“ описує зайняту, сповнену надій націю, яка перебуває в процесі відродження».